# Run-D.M.C.
Run-D.M.C. (auch Run-DMC) war eine US-amerikanische Hip-Hop-Band aus Queens in New York. Die Gruppe war einer der einflussreichsten Hip-Hop-Acts der 1980er Jahre und trug wesentlich dazu bei, Hip-Hop einem breiteren Publikum bekannt zu machen.

## Bandgeschichte
Die Bandmitglieder Jason Mizell (Jam Master Jay), Joseph Simmons (Run) und Darryl McDaniels (D.M.C.) wuchsen zusammen in Hollis, Queens in New York City auf, wo sie 1982 nach ihrem Highschool-Abschluss die Hip-Hop/Rap-Band Run-D.M.C. gründeten. Durch Russell Simmons (dem älteren Bruder von Joseph Simmons und Mitbegründer des US-amerikanischen Plattenlabels Def Jam) erhielten sie ein Jahr später ihren ersten Plattenvertrag. 1983 kam ihre erste Single mit dem Titel It’s Like That / Sucker MC’s heraus.
Run-D.M.C. gehören neben Grandmaster Flash, Kurtis Blow, Boogie Down Productions und Public Enemy zu den Wegbereitern des Hip-Hop. 1984 erhielten sie als erste Hip-Hop-Gruppe eine Goldene Schallplatte für ihr Album Run-D.M.C. Für die zwei darauffolgenden Jahre erhielten sie außerdem noch Platin für ihr zweites Album King of Rock (1985) und Doppelplatin für ihr Album Raising Hell (1986). Ihr Video zum Stück Rockbox wurde als erstes Rapvideo auf MTV ausgestrahlt. Zudem waren sie die erste Rap-Gruppe, die es auf den Titel der US-amerikanischen Musikzeitschrift Rolling Stone schaffte.

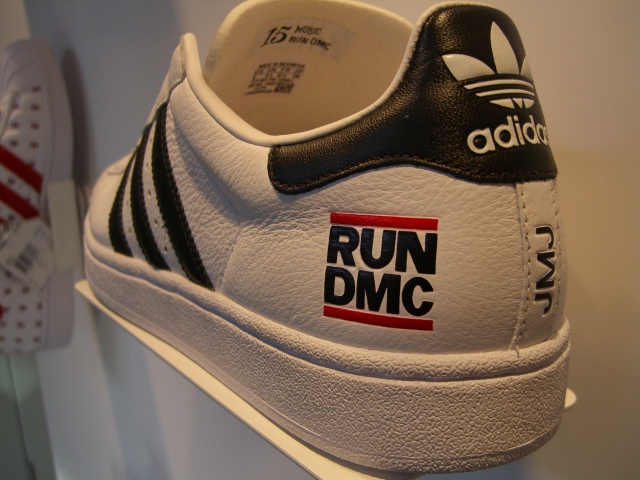
Run-D.M.C. machten die Adidas-Produkte zu ihrem Markenzeichen

Für den Titel Walk This Way aus dem Album Raising Hell bekamen sie als erste Hiphopper eine Grammynominierung. Walk This Way war eines der ersten Crossover-Lieder – Run-D.M.C. nahm es zusammen mit Aerosmith auf, die bereits 1976 mit ihrer nahezu identischen Urversion aus der Feder von Tyler/Perry einen Charterfolg hatten. In den Filmen Krush Groove (1985) und Tougher Than Leather (1988), der in Deutschland unter dem Titel Mad Dogs – Im Schatten der Gewalt erschien, betätigten sich Run-D.M.C. als eine der ersten Rap-Gruppen als Schauspieler. 1993 wurde erneut ein Stück von Run-D.M.C. zusammen mit einer Rockband veröffentlicht. Diesmal spielten sie Me, Myself & My Microphone mit der Funk-Metal-Band Living Colour zusammen für den Soundtrack von Judgment Night – Zum Töten verurteilt ein, dessen Konzept ihre Idee vom Rocksong mit Rap-Einlagen wieder aufgriff. Noch im selben Jahr hatten sie eine Einspielung auf der CD The Beavis and Butt-Head Experience. Die Einleitungsgeschichte zu dem Lied erzählt den Besuch der beiden Protagonisten in ihrem Umkleideraum. Run-D.M.C. waren die ersten Rapper, die ihre Handabdrücke auf dem Hollywood Walk of Fame hinterlassen durften.
Am 30. Oktober 2002 wurde Jam Master Jay in einem Musikstudio in Queens von einem Unbekannten erschossen. Dies war auch das Ende von Run-D.M.C. Die mutmaßlichen Mörder von Jason Mizell wurden erst 2020 gefasst.
2009 wurde die Band in die Rock and Roll Hall of Fame aufgenommen. Der Rolling Stone listete die Band 2010 auf Rang 48 der 100 größten Musiker aller Zeiten.
2020 spielten Run-D.M.C. im Staples Center in Los Angeles gemeinsam mit Aerosmith ihren Song Walk This Way – rund 34 Jahre nach der ursprünglichen Kooperation.

## Logo

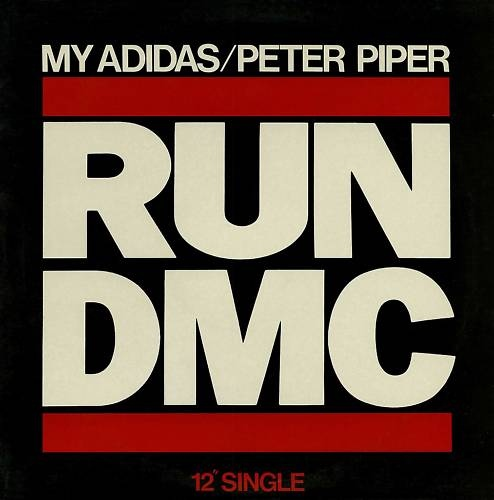
Cover der Single My Adidas (1986)

### In der Mode
Die Band spielte eine wichtige Rolle in der Hip-Hop-Mode und war die erste Gruppe, die eine Kooperation mit einer (Sport-)Modemarke einging. Anders als die Stars der damaligen Szene wie Grandmaster Flash & the Furious Five trugen Run-D.M.C. keine besonders ausgefallenen Outfits, sondern traten in typischer New Yorker Straßenkleidung auf. Dazu gehörten unter anderem Sneaker ohne Schnürsenkel (als Anspielung darauf, dass Schnürsenkel im Gefängnis nicht erlaubt waren), Trainingsanzüge und Goldketten. In ihrem Track My Adidas von 1986 geht es so auch um die Adidas Superstars, die die Mitglieder gerne trugen. Bei Konzerten riefen sie ihre Fans auf, ihre Sneaker auszuziehen und nach oben zu halten. Angelo Anastasio, ein Angestellter von Adidas, und Lyor Cohen, ein Manager der Gruppe, sahen darin Potential für einen Werbevertrag. Die Gruppe forderte eine Million US-Dollar für den Deal – und Adidas willigte ein. Die Kooperation erwies sich schnell als erfolgreich und Adidas brachte eine Modelinie mit dem Run-D.M.C.-Logo auf den Markt. Damit war die Basis für eine erfolgreiche Zusammenarbeit gelegt, und die Verbindung von Hip-Hop und Sportmode wurde immer enger.

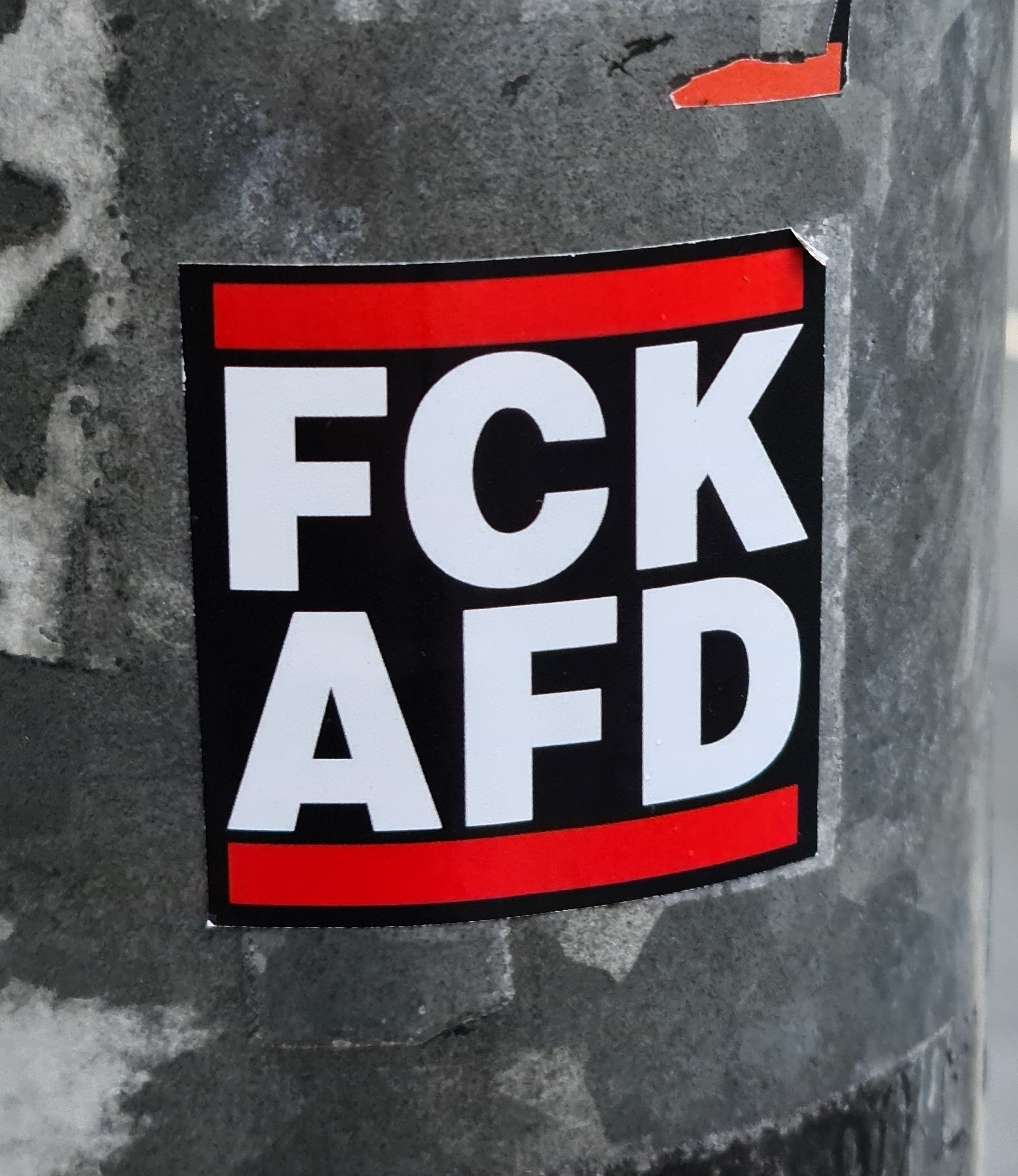
„FCK AFD“-Sticker in Hof (2019)

Das zur Ikone gewordene Run-D.M.C.-Logo wurde von der britischen Grafikdesignerin Stephanie Nash für das Debütalbum der Gruppe entworfen. Sie arbeitete damals für Island Records. Das Logo besteht aus den Namen der beiden MCs, gesetzt in Versalschrift der Schriftart Franklin Gothic, Schriftschnitt heavy, in weiß auf schwarzem Quadrat, die Zeilen oben und unten eingefasst von je einem horizontalen roten Balken.

### Als Meme
In den Folgejahren und über die aktive Zeit der Gruppe hinaus erlebte das Logo eine memetische Transformation. Aus der Hip-Hop-Szene und der Underground-Kultur werden Abwandlungen des Logos in den Mainstream getragen. Diese Varianten sind mittlerweile in der Sub- und Popkultur so verbreitet, dass sie losgelöst von der Band Run-D.M.C. wahrgenommen werden. Typisch ist eine vollständige Elision der Vokale der Botschaften (Disemvoweling). Als politische Äußerung sind in Deutschland etwa FCK NZS (Fuck Nazis), FCK CPS oder FCK AFD verbreitet, aber auch HKN KRZ für Hakenkreuz oder NTNL SZLST (National Socialist/Nationalsozialist). Außerdem verwenden Klimaaktivisten den Schriftzug FCK SUV. Der Aufkleber „FCK AFD“ wurde von der AfD 2017 in einem Wahlwerbespot zur Bundestagswahl verwendet. Der Verein Laut gegen Nazis e. V. erwirbt Markenrechte von rechtsradikalen Run-DMC-Memes, damit diese nicht genutzt werden können, etwa HKNKRZ (Hakenkreuz) und VTRLND (Vaterland).

## Solokarrieren
Joseph „Reverend Run“ Simmons nahm das Solo-Album Distortion auf. Die erste Single aus diesem Album, Mind on the Road, ist auch im Computerspiel Madden NFL 2006 von EA Sports zu hören. Das Album ist im November 2005 erschienen. Um dieses Album zu veröffentlichen, gründete sein Bruder Russell Simmons das Label Russell Simmons Music Group. Das Label läuft als Sub-Label von Def Jam. Er hat eine eigene Reality TV-Show mit dem Namen Run’s House, die der Sender MTV ausstrahlt. Die Serie zeigt das Leben der Familie Simmons.
Das Solo-Album von Darryl „DMC“ McDaniels mit dem Titel Checks, Thugs, and Rock ’N’ Roll erschien am 14. März 2006. Er hat unter anderem auch mit 50 Cent, als dieser noch keiner großen Öffentlichkeit bekannt war, zusammen im Studio an seinen eigenen Songs gearbeitet.

## Mitglieder
- Run (MC) jetzt bekannt als Reverend Run (auch: Rev Run) – bürgerlicher Name: Joseph Simmons (* 14. November 1964)
- DMC (MC) – bürgerlicher Name: Darryl McDaniels (* 31. Mai 1964)
- JMJ, Jam Master Jay (DJ) – bürgerlicher Name: Jason Mizell (* 21. Januar 1965; † 30. Oktober 2002)

## Diskografie
Studioalben

| Jahr | Titel Musiklabel                           | Höchstplatzierung, Gesamtwochen, AuszeichnungChartplatzierungen (Jahr, Titel, Musiklabel, Platzierungen, Wochen, Auszeichnungen, Anmerkungen) | Höchstplatzierung, Gesamtwochen, AuszeichnungChartplatzierungen (Jahr, Titel, Musiklabel, Platzierungen, Wochen, Auszeichnungen, Anmerkungen) | Höchstplatzierung, Gesamtwochen, AuszeichnungChartplatzierungen (Jahr, Titel, Musiklabel, Platzierungen, Wochen, Auszeichnungen, Anmerkungen) | Höchstplatzierung, Gesamtwochen, AuszeichnungChartplatzierungen (Jahr, Titel, Musiklabel, Platzierungen, Wochen, Auszeichnungen, Anmerkungen) | Höchstplatzierung, Gesamtwochen, AuszeichnungChartplatzierungen (Jahr, Titel, Musiklabel, Platzierungen, Wochen, Auszeichnungen, Anmerkungen) | Anmerkungen                                                 |
| Jahr | Titel Musiklabel                           | DE | AT | CH | UK | US | Anmerkungen                                                 |
| ---- | ------------------------------------------ | --- | --- | --- | --- | --- | ----------------------------------------------------------- |
| 1984 | Run-D.M.C. Profile Records (Pro)           | — | — | — | — | US53 Gold · (65 Wo.)US | Erstveröffentlichung: 27. März 1984 Verkäufe: + 500.000     |
| 1985 | King of Rock Profile Records (Pro)         | — | — | — | — | US52 Platin · (56 Wo.)US | Erstveröffentlichung: 15. Januar 1985 Verkäufe: + 1.000.000 |
| 1986 | Raising Hell Profile Records (Pro)         | DE49 (5 Wo.)DE | — | — | UK41 Silber · (26 Wo.)UK | US3 ×3Dreifachplatin · (71 Wo.)US | Erstveröffentlichung: 15. Mai 1986 Verkäufe: + 3.170.000    |
| 1988 | Tougher Than Leather Profile Records (Pro) | DE46 (7 Wo.)DE | — | CH28 (3 Wo.)CH | UK13 (5 Wo.)UK | US9 Platin · (29 Wo.)US | Erstveröffentlichung: 17. Mai 1988 Verkäufe: + 1.050.000    |
| 1990 | Back from Hell Profile Records (Pro)       | — | — | — | — | US81 (15 Wo.)US | Erstveröffentlichung: 16. Oktober 1990                      |
| 1993 | Down with the King Profile Records (Pro)   | DE60 (8 Wo.)DE | — | — | UK44 (2 Wo.)UK | US7 Gold · (16 Wo.)US | Erstveröffentlichung: 4. Mai 1993 Verkäufe: + 550.000       |
| 2001 | Crown Royal Arista Records (BMG)           | DE39 (5 Wo.)DE | AT51 (4 Wo.)AT | CH40 (5 Wo.)CH | — | US37 (6 Wo.)US | Erstveröffentlichung: 3. April 2001                         |